# شرف الدين الطيبي
هو الحسين بن محمد عبد الله الطيبي، وقد أكثر عنه المناوي في الفيض القدير، الإمام المشهور صاحب شرح المشكاة وغيره من أهل توريز، من عراق العجم، وكان ذا ثروة من الإرث والتجارة فلم يزل ينفق ذلك في وجوه الخيرات إلى أن كان في آخر عمره فقيراً قال وكان كريماً متواضعاً حسن المعتقد شديد الرد على الفلاسفة والمبتدعة مظهراً فضائحهم مع استيلائهم في بلاد المسلمين حينئذ شديد الحب لله ورسوله كثير الحياء ملازماً للجماعة ليلاً ونهاراً شتاء وصيفاً مع ضعف بصره بآخرة ملازماً لأشغال الطلبة في العلوم الإسلامية بغير طمع بل يحذيهم ويعينهم ويعير الكتب النفيسة لأهل بلده وغيرهم من أهل البلدان من يعرف ومن لا يعرف محباً لمن عرف منه تعظيم الشريعة مقبلاً على نشر العلم آية في استخراج الدقائق من القرآن والسنن شرح الكشاف شرحاً كبيراً وأجاب عما خالف مذهب السنة أحسن جواب يعرف فضله من طالعه وصنف في المعاني والبيان التبيان وشرحه وأمر بعض تلامذته باختصاره على طريقة نهجها له وسماه المشكاة وشرحها هو شرحاً حافلاً ثم شرع في جمع كتاب في التفسير وعقد مجلساً عظيماً لقراءة كتاب البخاري. من أهم مؤلفاته كتاب «الخلاصة في اصول الحديث» وشرح الطيبي على مشكاة المصابيح المسمى بالكاشف عن حقائق السنن.

## من كتبه
-التبيان في المعاني والبيان
-الخلاصة في معرفة الحديث
-شرح الكشاف
الكاشف عن حقائق السنن بشرح المشكاة
- أربعة مجلدات ضخمة، في التفسير، سماه فتوح الغيب في الكشف عن قناع الريب